# Episodi di The Expanse (quinta stagione)
La quinta stagione della serie televisiva The Expanse, composta da 10 episodi, è stata pubblicata sul servizio di streaming on demand Prime Video dal 16 dicembre 2020 al 3 febbraio 2021.
A partire da questa stagione entrano nel cast principale Keon Alexander e Jasai Chase Owens. Durante questa stagione entra nel cast principale Nadine Nicole. Al termine di questa stagione esce dal cast principale Cas Anvar.
| n° | Titolo originale | Titolo italiano | Pubblicazione    |
| -- | ---------------- | --------------- | ---------------- |
| 1  | Exodus           | Esodo           | 16 dicembre 2020 |
| 2  | Churn            | La zangola      | 16 dicembre 2020 |
| 3  | Mother           | Madre           | 16 dicembre 2020 |
| 4  | Gaugamela        | Gaugamela       | 23 dicembre 2020 |
| 5  | Down and Out     | Sotto e fuori   | 30 dicembre 2020 |
| 6  | Tribes           | Tribù           | 6 gennaio 2021   |
| 7  | Oyedeng          | Oyedeng         | 13 gennaio 2021  |
| 8  | Hard Vacuum      | Vuoto assoluto  | 20 gennaio 2021  |
| 9  | Winnipesaukee    | Winnipesaukee   | 27 gennaio 2021  |
| 10 | Nemesis Games    | Nemesi          | 3 febbraio 2021  |

## Esodo
- Titolo originale: Exodus
- Diretto da: Breck Eisner
- Scritto da: Naren Shankar

### Trama
Una nave scientifica in orbita sopra Venere rileva il passaggio di alcuni asteroidi: poco dopo viene abbordata da alcuni cinturiani guidati da Filip Inaros che uccidono l'equipaggio, requisiscono i dati e distruggono la nave. Nel frattempo la Rocinante è in riparazione sulla stazione Thyco e l'equipaggio si dedica ai propri affari. Holden s'imbatte nella giornalista Monica che gli rivela che girano voci su studi in corso sulla protomolecola, quindi si reca da Fred Johnson intuendo che stia collaborando con Anderson Dawes. Fred conferma i suoi sospetti, ma ribatte che dopo Ilus non ci sono stati più problemi e che non deve sentirsi responsabile per le sorti dell'universo. Naomi intanto ha scoperto che suo figlio Filip si trova sull'asteroide Pallade e decide di partire da sola per andarlo a cercare. Nel frattempo Alex torna su Marte per riallacciare i rapporti con la famiglia, venendo respinto dalla moglie. Draper intanto lavora per Avasarala indagando sul fiorente mercato nero di armi. I due si incontrano e, di fronte all'allegria di Alex, Draper è fredda dicendogli che Marte è molto cambiato da come lo ricordava. Nel frattempo Amos è diretto sulla Terra in seguito alla morte di una sua amica, mentre Avasarala indaga sulla distruzione della nave scientifica con l'aiuto dell'ammiraglio Delgado. In base ai dati raccolti, sospettano sia stata attaccata dagli uomini di Marco Inaros. Quest'ultimo intanto segue l'orbita dell'asteroide che, dopo avere oltrepassato Venere, si schianterà sulla terra dopo 12 giorni.
- Durata: 50 minuti
- Guest star: José Zúñiga (Carlos "Bull" de Baca), Michael Irby (Ammiraglio Felix Delgado), Brent Sexton (Cyn), Anna Hopkins (Monica Stuart), Bahia Watson (Sakai), Olunike Adeliyi (Karal), George Tchortov (Leveau) e Chad L. Coleman (Frederick Lucius Johnson).

## La zangola
- Titolo originale: Churn
- Diretto da: Breck Eisner
- Scritto da: Daniel Abraham e Ty Franck

### Trama
Drummer, che guida ora una fazione dell'APE chiedendo ai pirati una percentuale sulle scorrerie, scopre per caso la nave abbandonata di Ashford. Su Marte intanto Draper confida ad Alex le sue indagini sul mercato nero finanziate da Avasarala. Egli si propone di aiutarla contattando l'ammiraglio Sauveterre, un suo ex comandante e possibile trafficante. Quando lo avvicina viene riconosciuto e liquidato per i suoi trascorsi sulla Rocinante, ma viene a sua volta avvicinato dall'assistente dell'ammiraglio, il tenente Babbage, che in realtà vuole capire perché sia su Marte. Nel frattempo su Thyco Holden riceve un messaggio da Monica dove gli dice di avere le prove sulla ricerca della protomolecola, ma quando la raggiunge per incontrarla scopre che è stata rapita. Holden allarma Fred Johnson e insieme a Bull, capo delle operazioni su Thyco, la ritrova in un container poco prima che muoia asfissiata. Avasarala intanto pone alla segretaria Nancy Gao la preoccupante questione di Marco Inaros, ma viene rimproverata per interessarsi a questioni che non riguardano il suo nuovo lavoro. Amos intanto torna nella sua città natale di Baltimora dove incontra Charles, l'ultimo compagno di sua madre Lydia, che gli racconta che è morta per un aneurisma. Quando scopre che è stato sfrattato dal boss della malavita locale, un certo Erich, si reca da lui: questi è in realtà un vecchio amico d'infanzia di Amos, quando egli si faceva ancora chiamare Timothy. Erich è preoccupato perché pensa sia venuto per prendere il suo posto, ma Amos lo rassicura e ottiene senza problemi che Charles rimanga nella sua casa. Prima di ripartire, Amos contatta Avasarala chiedendole aiuto per incontrare qualcuno.
- Durata: 52 minuti
- Guest star: José Zúñiga (Carlos "Bull" de Baca), Michael Irby (Ammiraglio Felix Delgado), Sandrine Holt (Oksana Busch), Frankie Faison (Charles Jacob Allen), Tim DeKay (Ammiraglio Sauveterre), Stacey Roca (Lydia Maalouf Allen), Anna Hopkins (Monica Stuart), Bahia Watson (Sakai), George Tchortov (Leveau), Lara Jean Chorostecki (Tenente Emily Babbage), Nazneen Contractor (Ashanti), Jacob Mundell (Erich) e Chad L. Coleman (Frederick Lucius Johnson).

## Madre
- Titolo originale: Mother
- Diretto da: Thomas Jane
- Scritto da: Dan Nowak

### Trama
Alex incontra il tenente Babbage che elude le domande sull'ammiraglio Sauveterre, lasciandosi però sfuggire che l'indomani parte per una missione di rifornimento. Tornato in stanza Alex viene aggredito e drogato da due persone che lo inducono a rivelare delle sue indagini. Viene tuttavia salvato da Draper che mette fuori combattimento gli aggressori e li fa arrestare, scoprendo che sono due ex militari congedati con disonore. Su Thyco intanto Holden, Bull e Johnson scoprono da Monica che lo scienziato Paolo Cortazar è stato rapito su Cerere e preparano una trappola per la nave che sta venendo a prendere il container in cui Monica era rinchiusa. Nel frattempo Drummer trova la nave di Ashford alla deriva e recupera in un archivio nascosto il messaggio inviato da Ashford prima di morire. Inizialmente chiede all'equipaggio di andare a caccia di Marco Inaros, ma viene convinta a non cercare vendetta e vivere con la sua nuova famiglia. Decide quindi di inviare i dati ricevuti a Fred Johnson che a sua volta li inoltra ad Avasarala. Intanto quest'ultima arriva alla conclusione che Marco Inaros ha scagliato degli asteroidi camuffati da tecnologia mimetica verso la Terra. Chiede all'ammiraglio Delgado di intercedere per utilizzare il rilevatore di tecnologia mimetica puntato su Marte, ma egli si tira indietro per non compromettere la sua carriera. Nel frattempo Naomi arriva su Pallade e riesce ad incontrare il figlio Filip, che tuttavia la respinge non perdonandola per averlo abbandonato anni prima. Tornata sulla sua nave, Naomi viene catturata da Filip e i suoi uomini che requisiscono la sua nave. Intanto, il primo frammento dell'asteroide lanciato da Marco Inaros, colpisce la Terra.
- Durata: 52 minuti
- Guest star: José Zúñiga (Carlos "Bull" de Baca), Michael Irby (Ammiraglio Felix Delgado), Sandrine Holt (Oksana Busch), Brent Sexton (Cyn), Anna Hopkins (Monica Stuart), Bahia Watson (Sakai), George Tchortov (Leveau), Olunike Adeliyi (Karal), Lara Jean Chorostecki (Tenente Emily Babbage) e Chad L. Coleman (Frederick Lucius Johnson).

## Gaugamela
- Titolo originale: Gaugamela
- Diretto da: Nick Gomez
- Scritto da: Dan Nowak

### Trama
Alex e Bobbie, a bordo della Razorback, seguono il convoglio di navi del tenente Babbage, sospettate di traffico di armi tra Marte e la Fascia. Nel frattempo avviene un'esplosione al parlamento marziano e la Terra viene colpita da un secondo asteroide: Avasarala con ostinazione riesce a contattare Nancy Gao per rivelare quanto ha scoperto e la convince ad attivare il rilevatore di tecnologia mimetica. Poco dopo un terzo asteroide colpisce la terra e fa precipitare l'aereo con la segretaria Gao a bordo, ma i successivi asteroidi vengono individuati e distrutti. Nel frattempo Amos sta facendo visita a Clarissa Mao, rinchiusa in una prigione sotterranea di massima sicurezza, ma la pioggia di asteroidi causa il blocco di sicurezza della prigione. Su Tycho intanto arriva la nave cui Holden e gli altri hanno teso una trappola, ma essa improvvisamente attacca. Fred Johnson viene ucciso da un gruppo di traditori sulla stazione, mentre la nave lancia un drone verso i suoi alloggi per rubare il campione della protomolecola lì tenuta nascosta. Holden tenta di fermarli con l'aiuto di Monica, ma riesce solo a catturare Sakai, uno dei traditori. Nel frattempo Filip porta Naomi alla nave di Marco dove verrà tenuta prigioniera. Marco, ora in possesso della protomolecola, trasmette un discorso dove rivendica la responsabilità degli attacchi alla Terra e Marte e il dominio su tutto lo spazio oltre le atmosfere di dei due pianeti. La sua Marina Libera dovrà essere riconosciuta come nuova potenza dei pianeti esterni e di tutti gli anelli, minacciando altrimenti di scagliare la protomolecola sul pianeta di chi dovesse opporsi.
- Durata: 44 minuti
- Guest star: José Zúñiga (Carlos "Bull" de Baca), Michael Irby (Ammiraglio Felix Delgado), Brent Sexton (Cyn), Anna Hopkins (Monica Stuart), Bahia Watson (Sakai), George Tchortov (Leveau), Olunike Adeliyi (Karal), Natalie Brown (Rona), Arnold Pinnock (Morris), Thomas Mitchell (Sullivan) e Chad L. Coleman (Frederick Lucius Johnson).
- Nota: il titolo di questo episodio è un riferimento alla battaglia di Gaugamela, vinta da Alessandro Magno nonostante le sue forze fossero in pesante inferiorità numerica rispetto a quelle di Dario III di Persia. Similmente, Marco Inaros sferra un pesante attacco alla Terra e a Marte utilizzando delle tattiche superiori piuttosto che la superiorità numerica.[2]

## Sotto e fuori
- Titolo originale: Down and Out
- Diretto da: Jeff Woolnough
- Scritto da: Matthew Rasmussen

### Trama
Drummer e la sua fazione ricevono da Marco Inaros una proposta di incontro che decidono di accettare. Nel frattempo Amos e Clarissa, intrappolati nella prigione, cercano una via di fuga con tre guardie superstiti. Con l'aiuto di un prigioniero modificato, si aprono la strada attraverso una scala di servizio nel condotto dell'ascensore. Arrivati in superficie scoprono che l'edificio è stato raso al suolo e il prigioniero uccide due delle guardie: Amos riesce a gettarlo di sotto e si allontana con Clarissa, mentre la guardia rimasta torna dalla sua famiglia. Intanto su Thyco Bull e Holden interrogano Sakai senza ottenere informazioni. Decidono quindi di prendere la Rocinante per seguire la rotta della nave cinturiana che Monica è riuscita a registrare prima che fuggisse. Nel frattempo Naomi, dopo avere cercato invano di uccidere Marco, scopre che il motore della Rocinante è stato sabotato per esplodere all'accensione, ma riesce a rubare un trasmettitore e avvisare Holden del pericolo e che è stata catturata. Intanto Alex e Draper assistono all'incontro del convoglio marziano con una nave cinturiana, scoprendo che la merce sono due intere fregate. Vengono tuttavia scoperti e cercano di fuggire: minacciati da un missile, sganciano il motore principale per distruggerlo, finendo però alla deriva nello spazio.
- Durata: 48 minuti
- Guest star: José Zúñiga (Carlos "Bull" de Baca), Sandrine Holt (Oksana Busch), Brent Sexton (Cyn), Natalie Brown (Rona), Bahia Watson (Sakai), George Tchortov (Leveau), Olunike Adeliyi (Karal), Arnold Pinnock (Morris), Thomas Mitchell (Sullivan), Somkele Idhalama (Ingegnere stazione Tycho).

## Tribù
- Titolo originale: Tribes
- Diretto da: Jeff Woolnough
- Scritto da: Hallie Lambert

### Trama
Il ministro dei trasporti, che è diventato segretario generale ad interim, incontra Avasarala e le chiede aiuto per gestire la situazione. Intanto Holden parte con la Rocinante a caccia della protomolecola con una piccola ciurma tra cui Bull e Monica. Nel frattempo Alex e Draper vengono abbordati dai nemici, ma respingono l'attacco e fuggono dopo avere lanciato una bomba nel motore della nave nemica. Intanto Marco ordina di uccidere Naomi, ma Filip e Cyn, un suo vecchio amico, si oppongo e lo convincono a desistere. Più tardi Drummer e la sua fazione giungono a bordo e viene loro chiesto di unirsi alla Marina Libera: dopo averne discusso con i suoi, Drummer accetta la proposta a malincuore. Prima che se ne vada, dice a Filip che è stata con sua madre sulla Behemoth e più tardi il ragazzo va a chiedere a Naomi di raccontarle di quell'esperienza, mentre a sua insaputa Marco lo controlla dal sistema di sorveglianza. Nel frattempo Amos e Clarissa cercano di raggiungere Baltimora volendo evitare i campi rifugiati controllati dalla polizia. Clarissa risente ancora dei farmaci bloccanti per le modifiche e ha una mano rotta, quindi Amos cerca di fare uno scambio con un uomo che vive nei boschi che stanno attraversando. Quando l'uomo cerca di ucciderlo, Clarissa interviene e lo uccide grazie ai potenziamenti, permettendo a lei e Amos di occupare la casa e trovare riparo e provviste.
- Durata: 50 minuti
- Guest star: José Zúñiga (Carlos "Bull" de Baca), Sandrine Holt (Oksana Busch), Brent Sexton (Cyn), Anna Hopkins (Monica Stuart), George Tchortov (Leveau), Olunike Adeliyi (Karal), Somkele Idhalama (Ingegnere stazione Tycho).

## Oyedeng
- Titolo originale: Oyedeng
- Diretto da: Marisol Adler
- Scritto da: Dan Nowak

### Trama
Alex e Bobbie inviano i dati recuperati con le navi della flotta di Marco ad Avasarala e Holden. Quest'ultimo è ancora a caccia della nave cinturiana e, quando la intercetta, la disabilita perché vuole interrogare l'equipaggio per trovare il modo di salvare Naomi. Prima che possa farlo però, la nave sovraccarica il reattore ed esplode. Nel frattempo Marco lascia libera Naomi per la nave ed ella ha modo di confrontarsi col figlio, dicendole che in realtà non l'ha abbandonato: Marco lo nascose e lei lo cercò per mesi, poi, dopo avere pensato al suicidio, si rese conto che l'unica cosa da fare era andarsene. Più tardi Marco chiama Naomi sul ponte dicendole che ha deciso di lasciarla libera, ma prima di farlo userà la sua nave per tendere una trappola alla Rocinante e distruggerla. Quando la donna si rivolge a Filip in cerca di aiuto, egli la schiaffeggia dicendole che non vuole che lo renda debole. Senza più altro da fare, Naomi si reca nella camera d'equilibrio, seguito da Cyn vuole fermarla perché pensa voglia suicidarsi. Tuttavia il piano è un altro: Naomi apre il portellone, causando la morte di Cyn, e si lancia verso la sua nave che si sta allontanando, iniettandosi del sangue ossigenato per sopravvivere un poco di più nel vuoto. Raggiunta la nave, con le ultime forze rimaste vi entra dentro.
- Durata: 47 minuti
- Guest star: José Zúñiga (Carlos "Bull" de Baca), Brent Sexton (Cyn), Anna Hopkins (Monica Stuart), George Tchortov (Leveau), Somkele Idhalama (Ingegnere stazione Tycho).

## Vuoto assoluto
- Titolo originale: Hard Vacuum
- Diretto da: Marisol Adler
- Scritto da: Dan Nowak

### Trama
Amos e Clarissa tornano a Baltimora, parzialmente inondata in seguito all'asteroide, e convincono Erich ad aiutarli a rubare una navetta orbitale da alcune residenze di lusso nel New Hampshire, lasciando la Terra con loro. Nel frattempo su Luna il consiglio di sicurezza delle Nazioni Unite discute su come reagire alla minaccia di Marco Inaros: Delgado propone di distruggere la stazione di Pallade dove egli ha la maggior parte dei sostenitori, ma Avasarala si oppone perché non vuole uccidere civili innocenti con il rischio di radicalizzare ogni cinturiano. Intanto Filip, che ha assistito all'uscita nel vuoto di Naomi, dice al padre che la madre è morta. Ella tuttavia, seppure ustionata dai raggi cosmici, si riprende e si rende conto che la nave è carica di esplosivo e sta trasmettendo un messaggio automatico con la sua voce che chiede aiuto. Non potendo usare le comunicazioni, cerca di costruire una radio improvvisata, ma il messaggio automatico viene ricevuto dalla Razorback che, dopo averlo trasmesso a Holden, le risponde che stanno andando a salvarla. Disperata, Naomi a più riprese si reca nel vano tecnico, dove manca l'ossigeno, per cercare il trasmettitore delle comunicazioni: trovatolo, armeggia con esso per interrompere in alcuni punti il messaggio e cambiarne il senso. Nel frattempo Drummer e la sua fazione discutono e sono insofferenti sulla nuova situazione. Quando ricevono il messaggio automatico con la voce di Naomi, Drummer intende andare a salvarla, ma Karal, una seguace di Marco che è sulla loro nave, rivela che si tratta di una trappola e che Naomi si è suicidata. Drummer è disperata e si isola dagli altri, ma poco dopo, la nave riceve il messaggio modificato da Naomi e Karal si chiede come sia possibile.
- Durata: 52 minuti
- Guest star: José Zúñiga (Carlos "Bull" de Baca), Sandrine Holt (Oksana Busch), Brent Sexton (Cyn), Michael Irby (Ammiraglio Felix Delgado), Anna Hopkins (Monica Stuart), George Tchortov (Leveau), Olunike Adeliyi (Karal), Somkele Idhalama (Ingegnere stazione Tycho), Jacob Mundell (Erich).

## Winnipesaukee
- Titolo originale: Winnipesaukee
- Diretto da: Breck Eisner
- Scritto da: Daniel Abraham, Ty Franck e Naren Shankar

### Trama
Alex, Draper e Holden ricevono il messaggio modificato di Naomi, ma, non riuscendo ad interpretarlo, decidono comunque di raggiungerla. Nel frattempo Avasarala scopre che la stazione di Pallade è stata attaccata: quando il consiglio parla di un successivo attacco preventivo a Cerere, scandalizzata si dimette seguita da numerosi altri ministri che con un voto di sfiducia destituiscono il segretario, chiedendole di prenderne il posto. Intanto Amos e Clarissa, accompagnati da Erich e la sua gang, raggiungono la navetta orbitale in una delle residenze di lusso e cercano di farla partire. Lì vengono raggiunti dai custodi invernali delle residenze abbandonati dai proprietari e, su pressione di Clarissa, decidono di portarli con loro. Ben presto però, il corpo di sicurezza privato della zona li avvicina cercando di estorcere loro cibo e mezzi, ma vengono scacciati. Finalmente riescono a far partire la navetta, proprio mentre gli uomini tornano in forze per ucciderli, e riescono a raggiungere l'orbita. Nel frattempo Drummer riceve l'ordine da Inaros di attaccare la Rocinante insieme ad altre navi della Marina Libera. Intuisce quindi che qualcosa non torni e riesce infine a farsi rivelare dall'equipaggio che, secondo Karal, Naomi è ancora viva. Quest'ultima intanto si accorge che la Razorback, ora denominata Screaming Firehawk, si sta avvicinando, e si adopera per trovare una soluzione.
- Durata: 51 minuti
- Guest star: José Zúñiga (Carlos "Bull" de Baca), Sandrine Holt (Oksana Busch), Michael Irby (Ammiraglio Felix Delgado), Anna Hopkins (Monica Stuart), George Tchortov (Leveau), Olunike Adeliyi (Karal), Somkele Idhalama (Ingegnere stazione Tycho), Jacob Mundell (Erich).

## Nemesi
- Titolo originale: Nemesis Games
- Diretto da: Breck Eisner
- Scritto da: Daniel Abraham, Ty Franck e Naren Shankar

### Trama
Holden si accorge che la Rocinante è inseguita da cinque navi nemiche, tra cui le tre della fazione di Drummer, quindi decide di ingaggiarle per dare il tempo ad Alex di salvare Naomi. Quest'ultima nel frattempo aziona un propulsore dal cunicolo tecnico, cambiando l'orbita della nave in una spirale per impedire alla Screaming Firehawk di attraccare. Siccome però Alex non desiste dall'impresa, Naomi si lancia nel vuoto lontano dalla nave e, notata da Draper, viene da lei recuperata dopo una manovra ad alta gravità. Tuttavia in seguito alla manovra Alex ha un ictus e muore improvvisamente. Nel frattempo Drummer e la sua fazione tradiscono Marco e attaccano le due navi della Marina Libera con cui stavano ingaggiando la Rocinante, distruggendole rapidamente. Karal viene uccisa nella colluttazione a bordo e, quando Marco riceve il rapporto della battaglia, intuisce di essere stato tradito e uccide Serge, della fazione di Drummer, che è a bordo della sua nave. A causa di ciò, la fazione di Drummer si divide non condividendo le sue scelte. Intanto la Rocinante, dopo avere recuperato Naomi e gli altri, torna su Luna dove ritrova anche Amos, che a sua volta porta a bordo Clarissa. Mentre Avasarala, nuovamente segretaria, invita i cinturiani a combattere Marco dicendo di non essere loro nemica, Monica deduce che la protomolecola non è andata distrutta insieme alla nave cinturiana, ma è stata spedita lontano a bordo di un missile. Nel frattempo Marco e la sua flotta distruggono gli incrociatori terrestri a difesa dell'Anello, supportati da una fazione ribelle marziana di cui fanno parte Sauveterre e Babbage. I due, a bordo della Barkeith, attraversano l'Anello diretti sul mondo di Laconia, ma durante il passaggio improvvisamente si risveglia l'Entità che aveva estinto i costruttori dell'Anello. L'Entità distrugge la nave e attiva le strutture su Laconia.
- Durata: 55 minuti
- Guest star: José Zúñiga (Carlos "Bull" de Baca), Sandrine Holt (Oksana Busch), Tim DeKay (Ammiraglio Sauveterre), Anna Hopkins (Monica Stuart), George Tchortov (Leveau), Olunike Adeliyi (Karal), Somkele Idhalama (Ingegnere stazione Tycho), Jacob Mundell (Erich), Lara Jean Chorostecki (Tenente Emily Babbage).